# 赞瑟斯汉斯

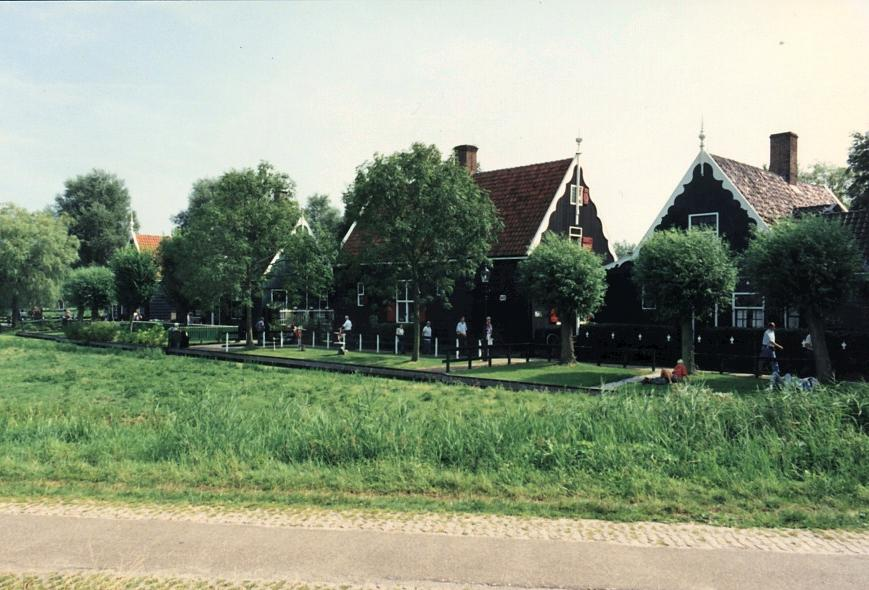
赞瑟斯汉斯

赞瑟斯汉斯（Zaanse Schans，荷蘭語發音：[ˈzaːnsə ˈsxɑns]），是荷兰西北的北荷兰省赞代克附近的一个小村。赞瑟斯汉斯有“荷兰风车博物馆”之称，1970年代，大约35座保存完好的荷兰古式风车和房屋被移到博物馆区域。贊斯博物館则建于1994年。
赞瑟斯汉斯为荷兰一个著名的旅游景点，处于欧洲工业文化之路的一站。每年大约吸引900,000名游客。

## 画廊

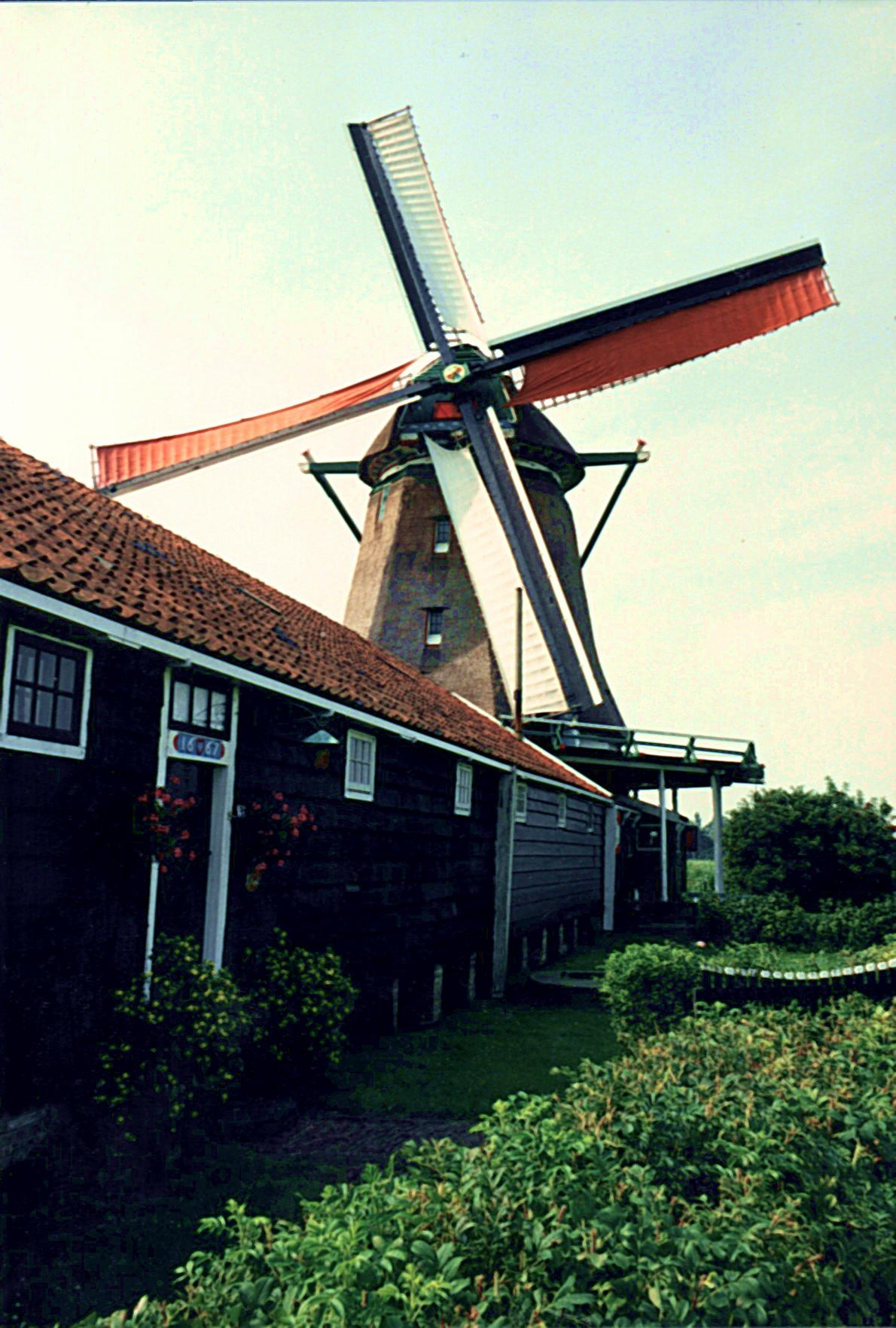
赞瑟斯汉斯的古风车
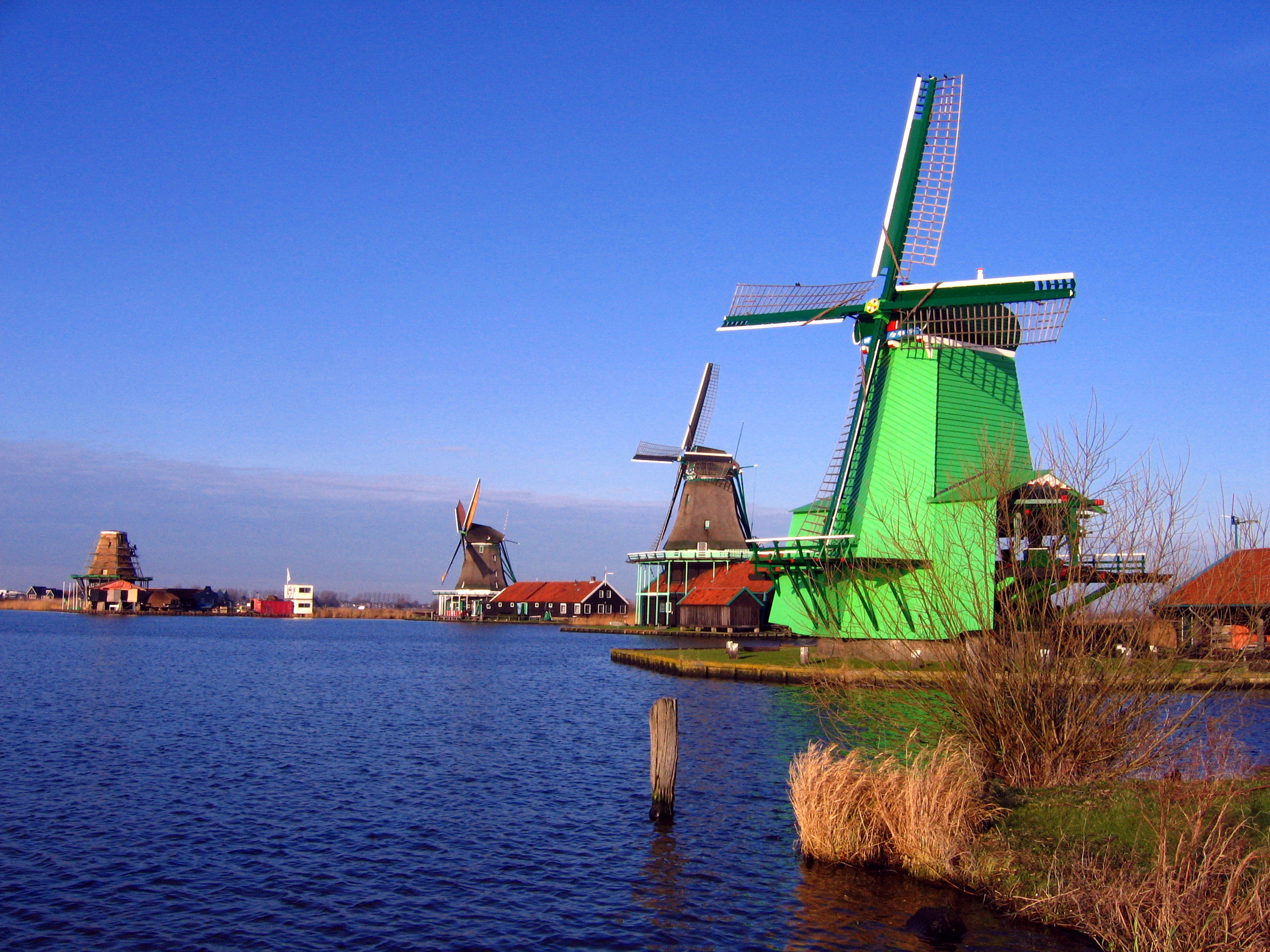
赞瑟斯汉斯的风车
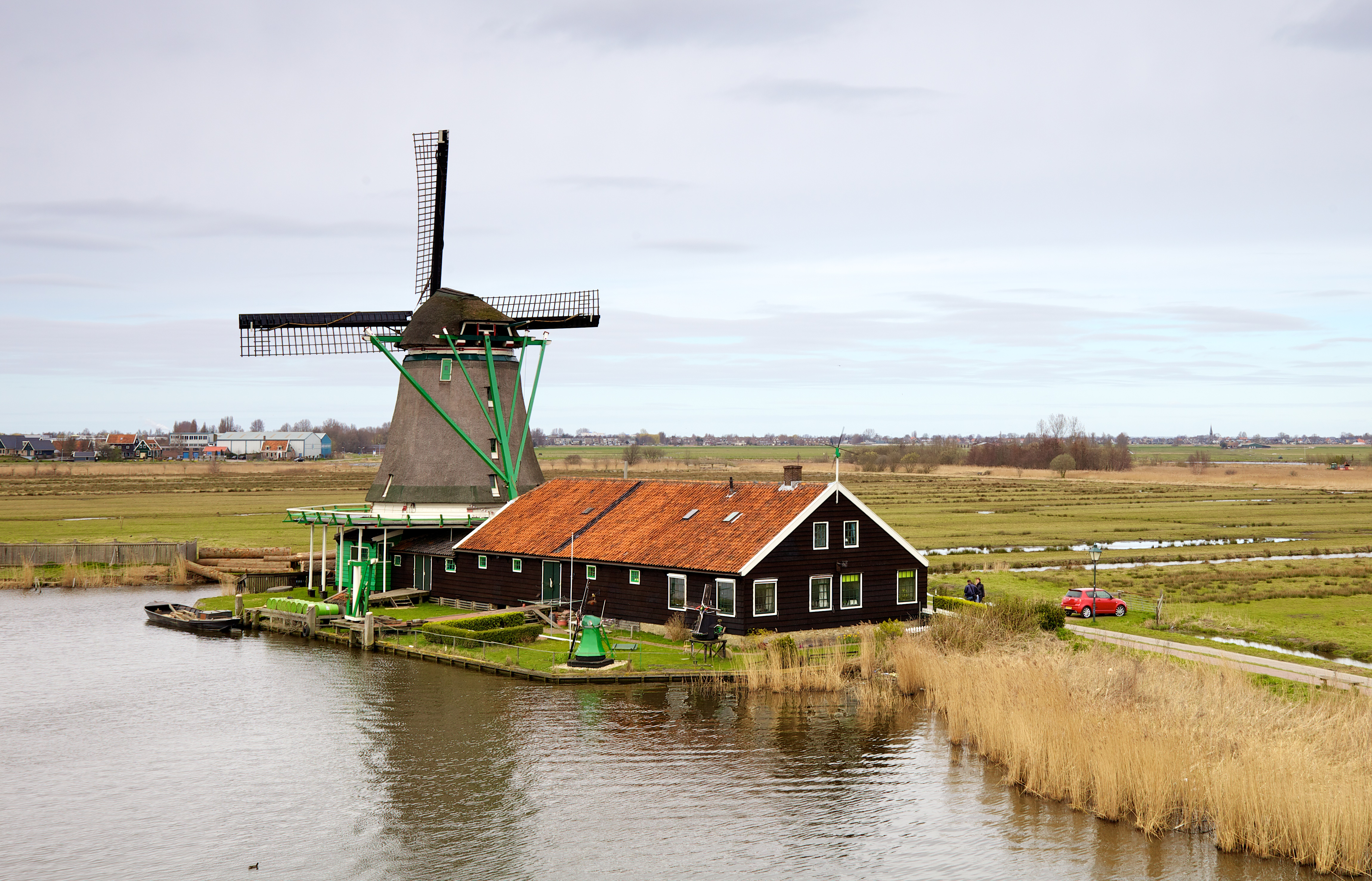
寻找者风车（De Zoeker）